# Karl von Hessen-Philippsthal (1757–1793)

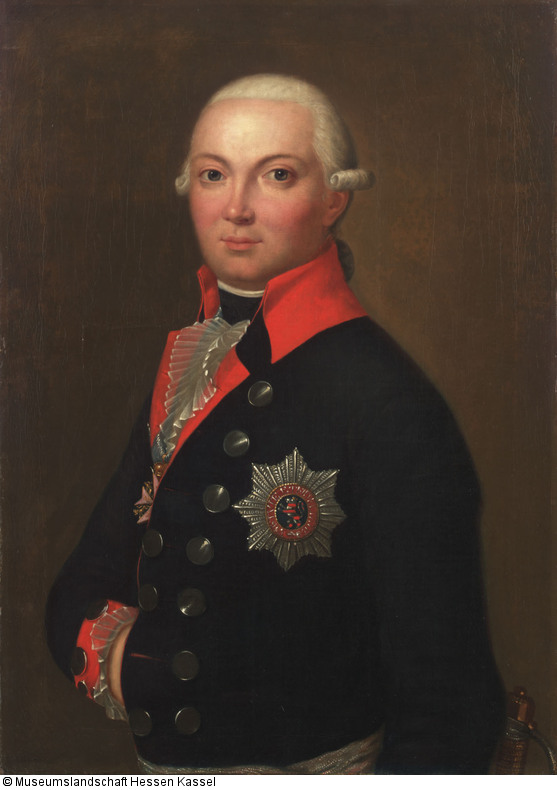
Karl Prinz von Hessen-Philippsthal (1757–1793)

Karl von Hessen-Philippsthal (* 6. November 1757 in Zutphen (Niederlande); † 2. Januar 1793 in Frankfurt am Main) war landgräflicher Prinz und Kommandeur eines Hessen-kasselschen Grenadierbataillons.

## Leben

### Herkunft und Familie
Karl war der Sohn des Landgrafen Wilhelm von Hessen-Philippsthal (1726–1810) und dessen Gemahlin Ulrike Eleonore von Hessen-Philippsthal (1732–1795).
Seine Geschwister
- Juliane (1761–1799) ⚭ 10. Oktober 1780 Graf Philipp II. Ernst zu Schaumburg-Lippe (1723–1787)
- Friedrich (1764–1794, bis 1784 in der Armee von Hessen-Kassel; bis 1793 Kaiserlich russischer Oberstleutnant im Leibkürassier-Regiment, ab 1793 holländischer Oberst und Kommandeur im Dragoner-Regiment Byland, gestorben an seinen Verletzungen nach einem Gefecht bei Waterloo)
- Ludwig (1766–1816), Landgraf von Hessen-Philippsthal ⚭ 1791 Gräfin Marie Franziska Berghe von Trips (1771–1805)
- und Ernst Konstantin (1771–1849), Landgraf von Hessen-Philippsthal

⚭  1796 Prinzessin Luise von Schwarzburg-Rudolstadt (1775–1808)
⚭  1812 Prinzessin Karoline von Hessen-Philippsthal (1793–1872)
1774 wurde Karl Hauptmann in einem preußischen Füsilierregiment, das von seinem Onkel Landgraf Adolf geführt wurde. Mit dem Ende des Bayerischen Erbfolgekrieges (1778–1779) verabschiedete er sich aus der preußischen Armee und wurde in der Armee Hessen-Kassel zunächst Obristleutnant in der Leibgarde, 1787 Oberst des 3. Garderegiments und später Kommandeur eines Grenadierbataillons.
Am 24. Juni 1791 heiratete Karl die Prinzessin Viktoria Hedwig Karoline von Anhalt-Bernburg-Schaumburg-Hoym (1772–1817), Tochter von Franz Adolf von Anhalt-Bernburg-Schaumburg-Hoym. Sie war seine entfernte Cousine. Die Hochzeit wurde im Schloss Montcheri, welches Landgraf Wilhelm IX. von Hessen-Kassel errichten ließ, gefeiert.
Aus der Ehe ging die Tochter Caroline (1793–1869) hervor, die ihren Vater nicht mehr kennenlernte, denn er verstarb an den Folgen einer Verletzung (Oberschenkelschuss), die er bei der Befreiung Frankfurts am 2. Dezember 1792 erlitten hatte.
Viktoria  war nach Karls Tod in zweiter Ehe mit Franz Graf von Wimpffen verheiratet.